# Garden City (Kansas)
Garden City es una ciudad ubicada en el de condado de Finney en el estado estadounidense de Kansas. En el año 2010 tenía una población de 26.658 habitantes y una densidad poblacional de 1.206,24 personas por km².

## Geografía

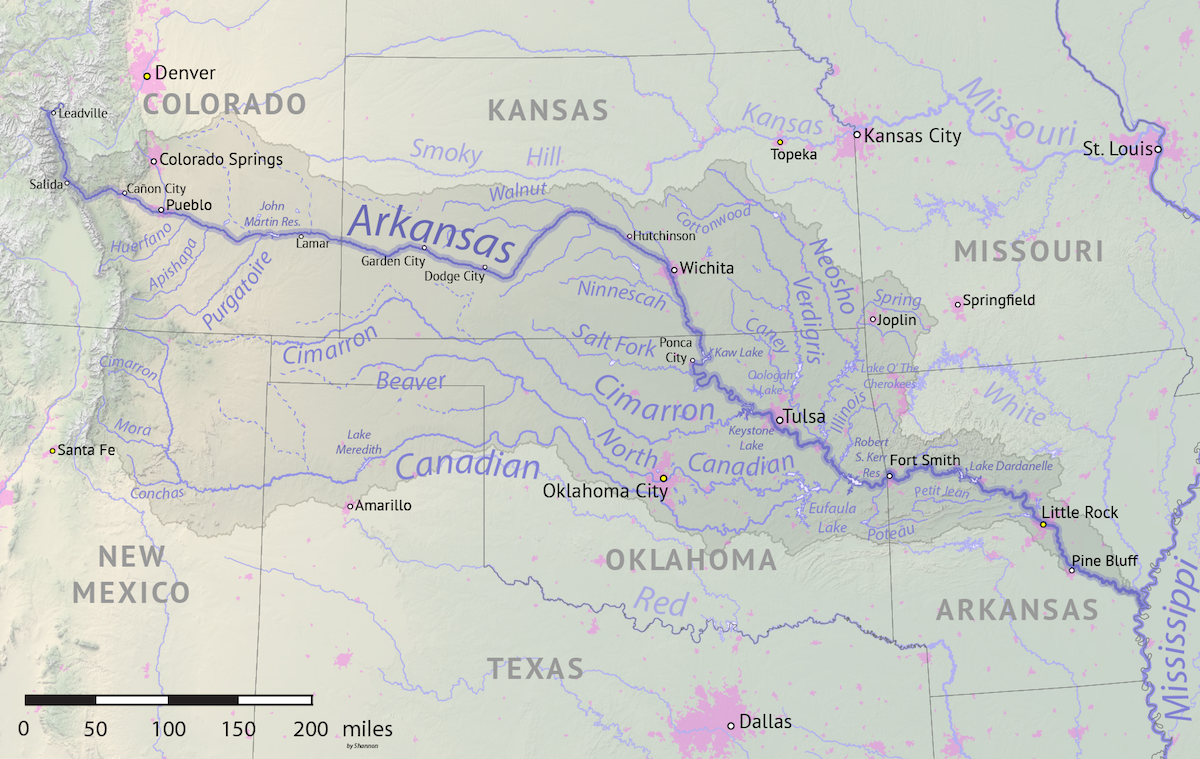
Mapa del río Arkansas en el que aparece —en su curso medio— Garden City.

Garden City se encuentra ubicada en las coordenadas 37°58′31″N 100°51′51″O / 37.97528, -100.86417, a la orilla del curso medio del Río Arkansas, un afluente del Misisipi.

## Demografía
Según la Oficina del Censo en 2000 los ingresos medios por hogar en la localidad eran de $37,752 y los ingresos medios por familia eran $43,471. Los hombres tenían unos ingresos medios de $29,343 frente a los $21,247 para las mujeres. La renta per cápita para la localidad era de $15,200. Alrededor del 14.3% de la población estaban por debajo del umbral de pobreza.

## Educación
El sistema de Escuelas Públicas de Garden City gestiona las escuelas públicas de la ciudad.